# Élie Beauregard
Pour les articles homonymes, voir Beauregard.
Élie Beauregard (8 juillet 1884 – 27 août 1954) est un homme politique canadien qui fut président du Sénat.